# 范杜能
（1783年6月24日—1850年9月22日），
，又有譯屠能，梅克倫堡經濟學者。他的学说被認為开创了經濟地理學和農業地理學的先河。他被費爾南·布勞岱爾稱為除了馬克思之外十九世紀的最偉大的經濟學者。

## 生平
他在1799年進入農學院開始學習農學，畢業之後購置並親自經營管理了一個莊園，通過自己的親身實踐，在總結農業生產經營管理經驗的同時，進一步深入思考了許多經濟學問題。他在1826年出版的著作《孤立國》（Der isolirte Staat）中，分析了一系列影響農業土地利用的因素。范杜能是首位認真地研究空間經濟學的學者，憑著經營農莊的經驗，並將其連繫至租值理論上，成為後世地理學者研究農業和土地利用的基礎。

## 范杜能模式

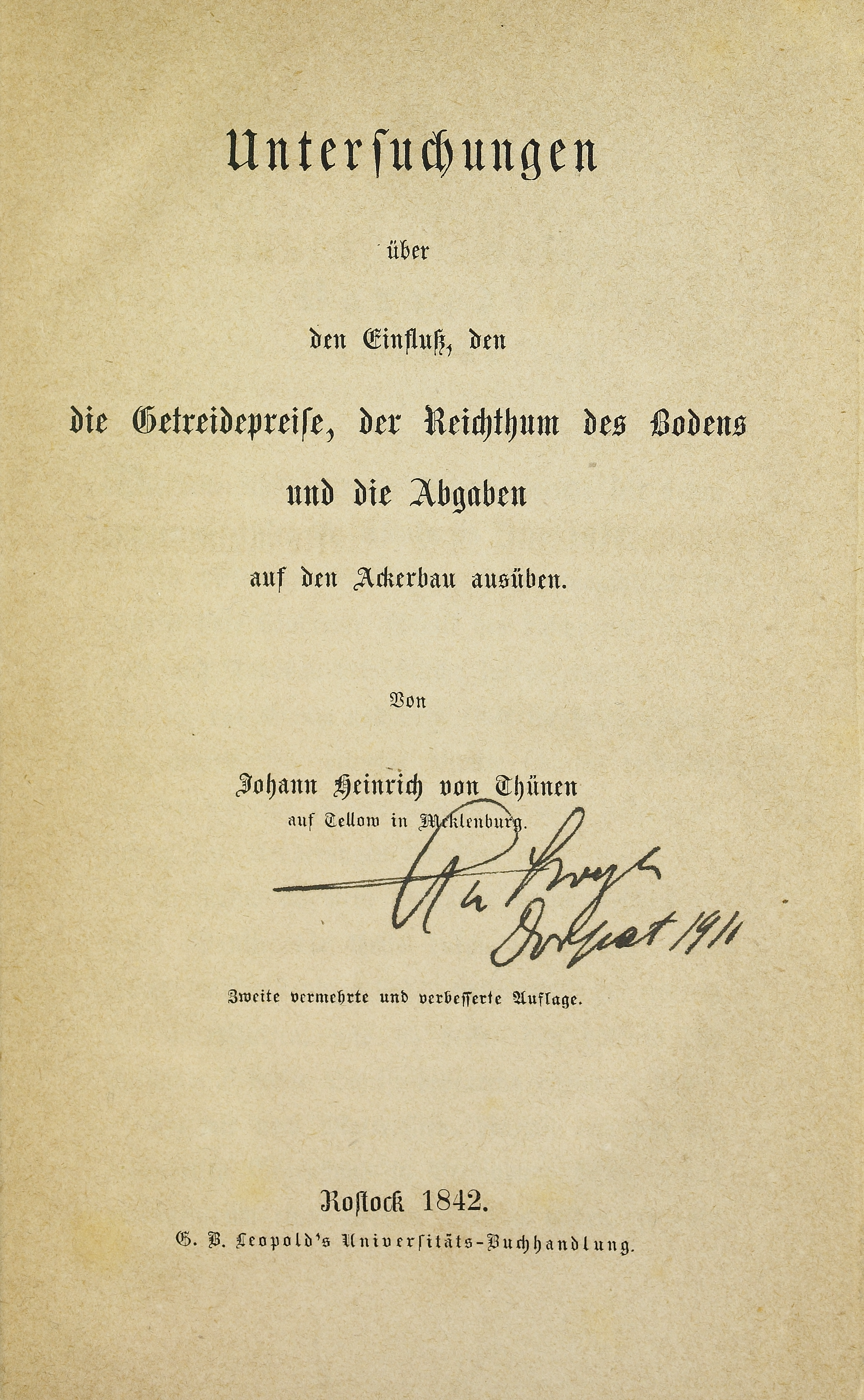
Untersuchungen uber den Einfluss, den die Getrieidepreise, der Reichthum des Zodens und die Abgaben auf den Ackerbau ausuben, 1842

范杜能模式（台灣教科書稱為「邱念圈」）有一些簡化了的假設：
- 孤立國
- 均質平原
- 位於城市中央的單一市場
- 市場價格一致
- 農夫是「經濟人」，追求利潤極大化
- 無外在影響力，沒有科技革新
- 只有一種運輸形式，交通費用呈線性關係以邊際生產力和競租觀念為基礎，提出第一個具有分析性質的經濟地理模式，公式寫成

R =  Y * (p - c - F*m)
其中R是單位面積的地租，邱念稱之為區位租(location rent)，Y是單位面積的收穫量，c是單位收穫量的生產成本，p是單位收穫量的市場價格，F是單位收穫量單位距離的運費，m是市場距離。
這一個寫於《孤立國》第一冊的農業區位模式，其雛型出現於1818年。它包含6點假設：1.市場與其所在市鎮位於孤立國的中央；2. 孤立國被荒野(wilderness)包圍；3.地勢平緩，無山丘、河流障礙；4.土壤品質與氣候條件到處一致；5.孤立國農夫以牛車聯絡農地與市場，到處無路；6. 孤立國農夫行為理性，追求最大利益。
於是，荒野之內，孤立國四周產生4個同心環狀區帶，稱為邱念圈。緊鄰市鎮的第一圈帶是酪農業(dairying)和集約農業，物產重量較輕，或保存期限較短，例如蔬果、牛奶。薪柴位於第二圈帶，雖笨重卻消費量多。第三圈帶是穀物圈帶，穀物重且保存期限較長。第四圈帶是牧場，畜牲可以自走，運費極低。第四圈帶以外的是荒野，距離太遠，以致於無法提供任何可交易的商品。
在《孤立國》的第二冊裡，邱念進一步發展邊際生產力理論(marginal productivity theory)，以A*P的根號值代表自然報酬(Natural Wage)，其中A是單位勞動或資本投入的產值(the value of the product of labor and capital)，P是勞工及其家庭的實質投入(the subsistence of the laborer and their family)。算式可以根據事實更動，概念則是不變的；邱念指出，單位投入的產出剩餘一開始會增加，但是投入到土地生產，如增加到一定範圍之後，會出現報酬遞減(the diminishing return of newer investments)。邱念在書中也提出了邊際成本(marginal cost)這一個概念，而它在日後定義了邊際土地的實質意義。
邱念是歐洲傳統地主，他的理論建基於工業革命前夕的傳統社會(intermediate society；參見Paul Claval，1993: 88)，他的「孤立國」（isolated state）理論源於Adam Smith的「經濟人」（homo economicus）概念，即所有農民均欲把農田的利潤極大化。
邱念從生活帳本簿記的具體實踐，提煉出來農業區位規則，對於日後研究工業革命前夕經濟史學者，例如歷史學年鑑學派布勞岱爾(Fernand Braudel，1902-1985)的傑作《Civilization and Capitalism》，有很好的參考價值。
此外，區位租以及分析成果的地理空間圖示-邱念圈，是邱念農業區位理論的特徵標誌，而它所伴隨的邊際生產力理論、報酬遞減、邊際成本觀念，則是經濟地理學重要分析課題。晚近以此切入觀光旅遊的經濟地理分析，是一項極為有趣的發展。

### 腳注
1. .   [2009-09-27]. （原始内容存档于2013-12-07）.
2. ↑  http://books.google.cn/books?id=w3-_jRh-V1cC&pg=PT253&lpg=PT253&dq=%22%E5%B1%A0%E8%83%BD%22&source=bl&ots=_kVf7ibqqU&sig=ogCLaYuCXleiPiRvnUzTCbpgGQw&hl=zh-CN&sa=X&oi=book_result&resnum=6&ct=result （页面存档备份，存于） 城市经济学
谢文蕙, 清华大学出版社, 1996, ISBN 7302022844
3. ↑  http://book.kaoyantj.com/kaoyanbook_jieshao.asp?kybook_id=Ud4TB997/94DKa83308750CaMc （页面存档备份，存于） 孤立国同农业和国民经济的关系——汉译世界学术名著丛书介紹